# 介一清
介一清（1528年—？），字子澄，號白石，山西平陽府解州人，民籍，明朝政治人物。

## 生平
嘉靖二十八年（1549年）己酉科山西鄉試第二十七名。嘉靖三十五年（1556年），登第二甲第八十六名進士。礼部观政，授兵部主事，历升员外、郎中，四十二年升陕西延安府知府，四十四年调官湖廣鄖陽府知府。隆慶元年六月贼劫湖广保康县，杀知县张士勋，抚治郧阳都御史刘秉仁被劾戴罪剿贼，知府介一清等住俸督兵缉捕。後降职为運同，隆慶五年正月考察以不謹閑住。

## 家族
曾祖介德；祖父介華；父介賔，聽選官、封兵部员外郎。母李氏，封太安人。弟介一濂（生员）、介一洲。